# محمدمهدی شمس‌الدین
محمدمهدی شمس‌الدین (زاده ۱۵ شعبان ۱۳۵۴، نجف – درگذشته ۲۱ دی ۱۳۷۹، بیروت) ، فقیه اصولی و مجتهد شیعی و رئیس سابق مجلس اعلای شیعیان لبنان بود.

## خانواده
او در خانواده‌ای لبنانی الاصل در نجف متولد شد. نسب خانوادگی او به شهید اول محمد بن مکی عاملی می رسد.

## تحصیل
او از ۱۲ سالگی تحصیل در علوم دینی را در حوزه علمیه نجف آغاز کرد. در حوزه نجف از محسن غراوی، عبدالمنعم فرتوسی، سید محمد روحانی، سید یوسف حکیم، سید محسن حکیم طباطبایی، سید ابوالقاسم خویی و سید علی علامه فانی اصفهانی درس آموخت.
در سال ۱۳۸۹ به لبنان رفت.

## آثار
- حرکة التاریخ عند الامام علی
- دراسات فی نهج‌البلاغة
- الامام علی و الفلسفة الزمنیة
- شرح عهد الاشتر
- السلم و قضایا الحرب عند الامام علی
- الغدیر[۷]
- ثورة الحسین ظروفها الاجتماعیة و آثارها الانسانیة
- ثورة الحسین فی الواقع التاریخی و الوجدان الشعبی(واقعه کربلا فی وجدان الشعب)[۸]
- الامام الحسین قصة حیاته و ثورته
- انصار الحسین الرجال و الدلالات
- الامام و السیاسته و الولایة عند صدر المتألهین
- عاشوراء
- نظام الحکم و الادارة فی الاسلام
- بین الجاهلیة و الاسلام
- التحقق الوجودی فی الاسلام
- محاضرات فی‌التاریخ الاسلامی
- دراسات و مواقف فی‌الفکر و السیاسة و المجتمع
- عقاید الشیعة الامامیة
- رسالة الحقوق الامام زین‌العابدین
- مع الامام رضا فی ذکری وفاته
- مطارحات فی‌الفکر المادی و الفکر الدینی
- العلمانیة هل تصلح حلا لمشاکل کل لبنان
- فی‌الاجتماع السیاسی الاسلام
- مسائل الحرجة فی فقه المرأة
- الاجتهاد و التقلید
- تفسیر آیات‌الصوم
- الاحتکار فی الشریعة الاسلامیة
- اسلام و تشکیل خانواده در مقایسه با دیگر مذاهب
- ولایة الامة علی نفسها
- شرح لمعه در ۱۰ مُجلّد
- الاقرار
- الوصایة
- و الضمان

### آثار ترجمه شده به فارسی
- ارزیابی انقلاب امام حسین علیه السلام از دیدگاه جدید[۹]

## فعالیت‌های اجتماعی

### در عراق
- تأسیس «جماعة العلماء»[۱۰][۱۱]
- انتشار مجله «الاضواء الاسلامیة» در نجف
- انتشار مجله «النجف و الایمان»
- انتشار سلسله کتاب‌های «من هدی النجف»
- انتشار جزوات «الیراع الهادف»[۱۲]
- مجموعه «من هدی النجف»[۱۳]
- تأسیس جمعیت «منتدی النشر» در سال ۱۳۷۳[۱۴]
- تأسیس «کلیة الدین»[۱۵]
- تأسیس کتابخانه‌ای در شهر دیوانیه عراق[۱۶]

### در لبنان
- نماینده مجلس اعلای شیعیان لبنان
- رئیس مجلس اعلای شیعیان لبنان[۱۷]
- تأسیس مسجد امام صادق
- تأسیس هنرستان فنی بیروت
- تأسیس دانشگاه اسلامی لبنان با دانشکده‌های مختلف
- تأسیس جمعیت خیریه حضرت زینب[۶][۱۸]

## تاسیس بانک خون و مبارزه با قمه زنی
شمس الدین مرکزی به نام بانک خون را در نجف تأسیس کرد تا شیعیان در روز عاشورا به این مرکز مراجعه کرده و به جای قمه زنی خون خود را به بیماران و کسانی که نیاز مبرمی به خون دارند، اهدا کنند.

## پیوند عاشورا به فلسطین
در خصوص انقلاب حسین بن علی، بحث عدالت در قیام حسینی توسط وی عنوان گردید.
با تلاش‌های موسی صدر، محمد حسین فضل الله و شمس الدین در لبنان، مجالس عزاداری حسین بن علی با مسایل اساسی امت اسلامی پیوند خورده است.

## وفات
شمس‌الدین در تاریخ چهارشنبه ۱۵ شوال ۱۴۲۱ (قمری) برابر با ۲۱ دی ۱۳۷۹ به علت ابتلا به سرطان ریه، در سن ۶۸ سالگی در بیروت درگذشت.